# Епархия Санта-Розы (Калифорния)
Епархия Санта-Розы (лат. Dioecesis Sanctae Rosae in California) — епархия Римско-Католической церкви в городе Санта-Роза, штат Калифорния, США. Епархия Санта-Розы входит в митрополию Сан-Франциско. Кафедральным собором епархии Санта-Розы является Собор святого Евгения.

## История
13 января 1962 года Римский папа Иоанн XXIII издал буллу Ineunte vere, которой учредил епархию Санта-Розы, выделив её из архиепархии Сан-Франциско.

## Ординарии епархии
- епископ Лео Томас Маер[англ.] (27.01.1962 — 22.08.1969) — назначен епископом Сан-Диего
- епископ Марк Джозеф Хёрли[англ.] (19.11.1969 — 15.04.1986)
- епископ Джон Томас Стейнбок[англ.] (27.01.1987 — 15.10.1991) — назначен епископом Фресно
- епископ Джордж Патрик Циманн[англ.] (14.07.1992 — 22.07.1999)
- епископ Дэниел Фрэнсис Уолш[англ.]  (11.04.2000 — 30.06.2011)
- епископ Роберт Фрэнсис Ваза[англ.] (с 30.06.2011)

## Источник
- Annuario Pontificio, Libreria Editrice Vaticana, Città del Vaticano, 2003, ISBN 88-209-7422-3
- Булла Ineunte vere, AAS 54 (1962), стр. 839  (лат.)